# 酒井直樹
酒井 直樹（さかい なおき、1946年 - ）は、日本出身の歴史学者。コーネル大学人文学部教授。専門は日本思想史、比較文学、翻訳論。

## 人物・経歴
神奈川県生まれ。都立日比谷高校を経て、1971年東京大学文学部卒業後、1979年シカゴ大学人文科学部修士課程に入学。1980年同博士課程進学。1983年に博士号取得。
シカゴ大学人文科学部助教授、コーネル大学准教授を経て、現職。

## 発言
2009年、韓国・東国大学校慶州キャンパスで行われた「トランスナショナル人文学国際学術会議」に出席し、「最近、（“新しい歴史教科書をつくる会”が執筆した）自由社発行の中学校用歴史教科書が文部科学省の検定で合格したことは、ナショナリズムが台頭する日本の現実を物語るものだ。まさか認定されるとは思わなかったため、あきれるばかりだ。極右勢力は着実に目的を達成しているが、日本国民の反発は次第に弱まってきている。北朝鮮がミサイルを発射したことで、一番恩恵にあずかっているのは日本の極右勢力だ」と述べた。また、「日本は植民地支配で行った非人道的な犯罪に対し、責任者を自ら処罰したケースがまったくない」と指摘した。一方で、米国の責任についても言及し「（昭和）天皇の戦争責任を不問にしたのは米国だ。現実的な統治における必要性を重視したため、戦争責任がある天皇を訴追しようとしなかった。日本が米国への依存から抜け出すためには、自らの手で戦犯を処罰しなければならない」と主張した。

## 著書

### 単著
- Voices of the Past: the Status of Language in Eighteenth-century Japanese Discourse, (Cornell University Press, 1991)
  - 川田潤・齋藤一・末廣幹・野口良平・浜邦彦訳『過去の声 18世紀日本の言説における言語の地位』（以文社, 2002年）
- 『死産される日本語・日本人 「日本」の歴史-地政的配置』（新曜社, 1996年 / 講談社学術文庫, 2015年）
- 『日本思想という問題 翻訳と主体』（岩波書店, 1997年 / 岩波モダンクラシックス, 2007年）
  - Translation and Subjectivity: On Japan and Cultural Nationalism, (Minnesota University Press, 1997)
- 『日本/映像/米国 共感の共同体と帝国的国民主義』（青土社, 2007年）
- 『希望と憲法 日本国憲法の発話主体と応答』（以文社, 2008年）
- 『ひきこもりの国民主義』（岩波書店, 2017年)

### 共著
- （西谷修）『〈世界史〉の解体  翻訳・主体・歴史』（以文社, 1999年）
- （西谷修、遠藤乾、市田良彦、酒井隆史、宇野邦一、尾崎一郎、アントニオ・ネグリ、マイケル・ハート）『非対称化する世界 『〈帝国〉』への射程』（以文社, 2005年）
- (鵜飼哲、テッサ・モリス＝スズキ、李孝徳）『レイシズム・スタディーズ序説』（以文社、2012年）
- (Richard Calichman, John Namjun Kim Ed.) Politics of Culture: Around the Work of Naoki Sakai, (Routledge, 2013)

### 編著
- 『歴史の描き方（1）ナショナル・ヒストリーを学び捨てる』（東京大学出版会, 2006年）

### 共編著
- （ブレット・ド・バリー、伊豫谷登士翁）『ナショナリティの脱構築』（柏書房, 1996年）
- （伊豫谷登士翁、テッサ・モリス＝スズキ）『グローバリゼーションのなかのアジア カルチュラル・スタディーズの現在』（未來社, 1998年）
- (Yukiko Hanawa) Traces 1: A Multilingual Journal of Cultural Theory and Translation: Specters of the West and Politics of Translation, (Cornell University Press, 2001)　
  - 『別冊思想　トレイシーズ１ 特集・西洋の亡霊と翻訳の政治 』（岩波書店, 2000年）
- （小森陽一・千野香織・島薗進・成田龍一・吉見俊哉）『岩波講座 近代日本の文化史（全10巻）』（岩波書店, 2002年-2003年）
- （山之内靖）『総力戦体制からグローバリゼーションへ』（平凡社, 2003年）
- （磯前順一）『「近代の超克」と京都学派　近代性・帝国・普遍性』（以文社, 2010年）